# 우주 전사 버즈
《우주 전사 버즈》(영어: Buzz Lightyear of Star Command: The Adventure Begins)는 미국에서 제작된 태드 스톤스 감독의 2000년 SF 코미디 애니메이션 영화이다. 팀 앨런 등이 출연하였고, 마크 매코클 등이 제작에 참여하였다.

## 목소리 출연
- 팀 앨런
- 웨인 나이트
- 스티븐 퍼스트
- 니콜 설리번
- 래리 밀러
- 애덤 커롤라
- 패트릭 워버턴
- 디드릭 베이더
- 케빈 마이클 리처드슨
- 찰스 킴브러
- 프랭크 웰커
- 숀 헤이스
- 제니퍼 베일리
- 짐 행크스
- 월리스 숀
- R. 리 어미
- 앤드루 스탠턴
- 조 랜프트

## 기타 제작진
- 배역: 제이미 토머슨